# آذر ولاش

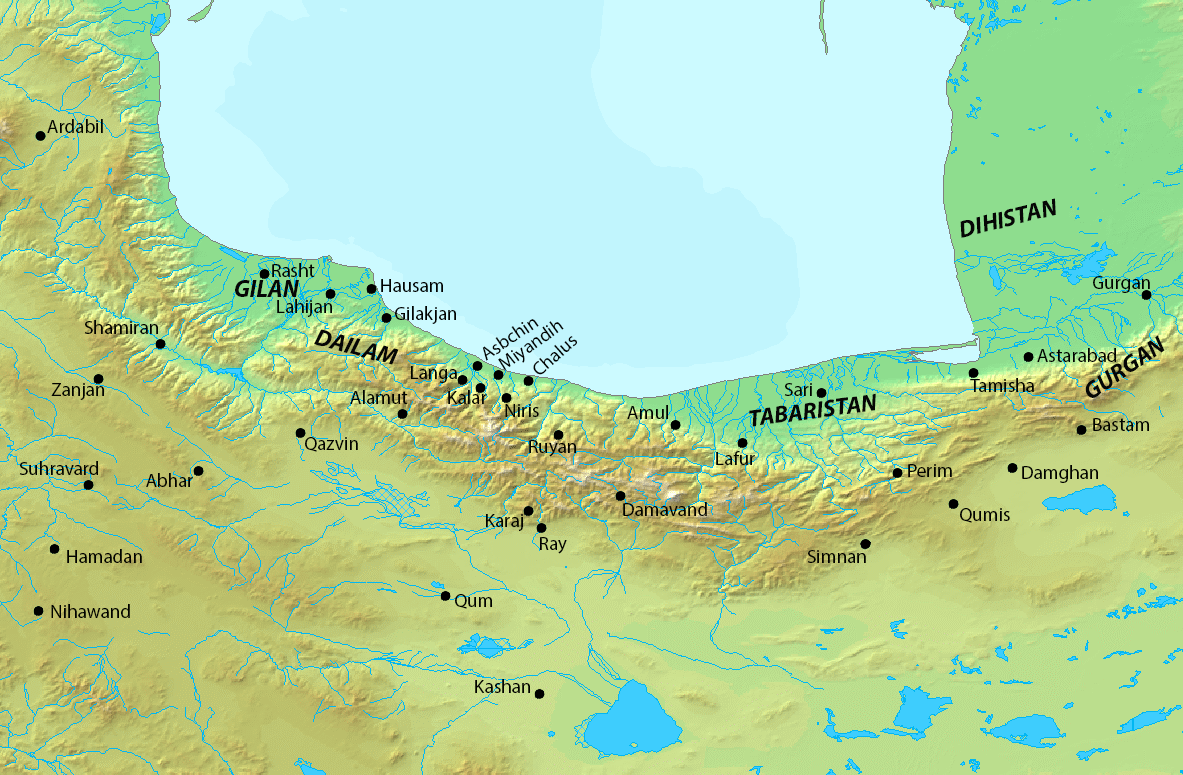
نقشه قلمرو حکمرانی آذر ولاش شاهزاده‌ای ایرانی

آذر ولاش شاهزاده‌ای ایرانی از خاندان کارن و از نوادگان بزرگمهر بود که در دوران آخرین پادشاه ساسانی (یزدگرد سوم) بر تبرستان و گرگان فرمان می‌راند.
قلمرو آذر ولاش توسط گیل گاوباره (نوه جاماسپ شاه ساسانی) مورد تهدید قرار گرفت، ازاین‌رو آذر ولاش از یزدگرد سوم درخواست یاری نمود، ولی یزدگرد پس از آگاهی از تبار ساسانی گیل گاوباره دستور داد که آذر ولاش تسلیم او شود. چندی پس از آن، آذر ولاش در حین بازی چوگان بر اثر افتادن از اسب خود جان سپرد. یکی از نوه‌های آذر ولاش که ولاش نام داشت، از سال ۶۶۵ تا ۶۷۳ میلادی بر تبرستان فرمان راند.